# Barasana
Le barasana (ou barasano, barasana du Sud, autonyme jebá mãcã oká, hãnẽrã oká) est une langue tucanoane de la branche orientale, parlée en Amazonie, en Colombie dans le Vaupés, dans le bassin de la rivière Piraparana par 500 personnes.
Le chiffre exact de locuteurs est difficile à évaluer. Les Barasana, comme les autres peuples du Vaupés, pratiquent l'exogamie linguistique et se considèrent comme locuteurs de la langue héritée du père. Les Amérindiens qui parlent barasana et dont c'est la langue maternelle ne sont pas comptés.

## Phonologie

### Voyelles
|         | Antérieure | Centrale | Postérieure |
| ------- | ---------- | -------- | ----------- |
| Fermée  | i [i]      | ɨ [ɨ]    | u [u]       |
| Moyenne | e [e]      |          | o [o]       |
| Ouverte |            | a [a]    |             |

### Consonnes
|               |               | Bilabiale | Dentale | Palatale | Vélaire | Glottale |
| ------------- | ------------- | --------- | ------- | -------- | ------- | -------- |
| Occlusives    | Sourdes       | p [p]     | t [t]   |          | k [k]   |          |
| Occlusives    | Sonores       | b [b]     | d [d]   |          | g [g]   |          |
| Fricatives    | Fricatives    |           |         |          |         | h [h]    |
| Affriquées    | Affriquées    |           | c [t͡s]  |          |         |          |
| Liquides      | Liquides      |           | r [r]   |          |         |          |
| Semi-voyelles | Semi-voyelles | w [w]     |         | y [j]    |         |          |